# Reseda-familien
Reseda-familien (Resedaceae) er buskagtige, 2-årige urter, som indeholder tanniner. Bladene er spredte, og bladrandene er hele til let finnede. Blomsterne har 4-6 fligede kronblade, og de sidder i aks eller klaser. Her nævnes kun én slægt, som har betydning i Danmark.
| Slægter |

- Reseda (Reseda)